# Deraeocoris histrio
Deraeocoris histrio är en insektsart som först beskrevs av Reuter 1876.  Deraeocoris histrio ingår i släktet Deraeocoris och familjen ängsskinnbaggar. Inga underarter finns listade i Catalogue of Life.